# كونستانتين ستير
كونستانتين جي. ستير أو كونستانتين ستيريا، (بالانجليزية: Constantin G. Stere أو Constantin Sterea) (من مواليد 1 يونيو عام 1865 - 26 يونيو عام 1936)، كاتب وفقيه سياسي روماني من أتباع التيار البابوري. في مارس 1906، أسّس ستير (جنبًا إلى جنب مع جارابيت ايبرايليانو وباول بوجور – الذي تم استبداله لاحقًا بالفيزيائي ايوان كانتاكوزينو) المجلة الأدبية فياتا رومانياسكا. يُعدّ ستير أحد الشخصيات المرموقة بين النخبة المثقة (الأنتليجنسيا) في ذلك الوقت إذ كان له دورٌ رئيسي مرتبط بالإرث الذي تركه خلال اتحاد بيسارابيا مع رومانيا عام 1918.
عمِل كونستانتين ستير أستاذًا للقانون الإداري والدستوري في جامعة أليكساندرو إيوان كوزا وشَغِل منصب رئيس الجامعة بين عامي 1913 و 1916. أُعيد ذكره من خلال روايته عن سيرته الذاتية جزئيًا التي تحمل عنوان إن بريجما ريفولوتشي (معناها حرفيًا: «عشية الثورة» - في إشارة منه إلى الثورة الروسية عام 1917).

## سيرته الذاتية

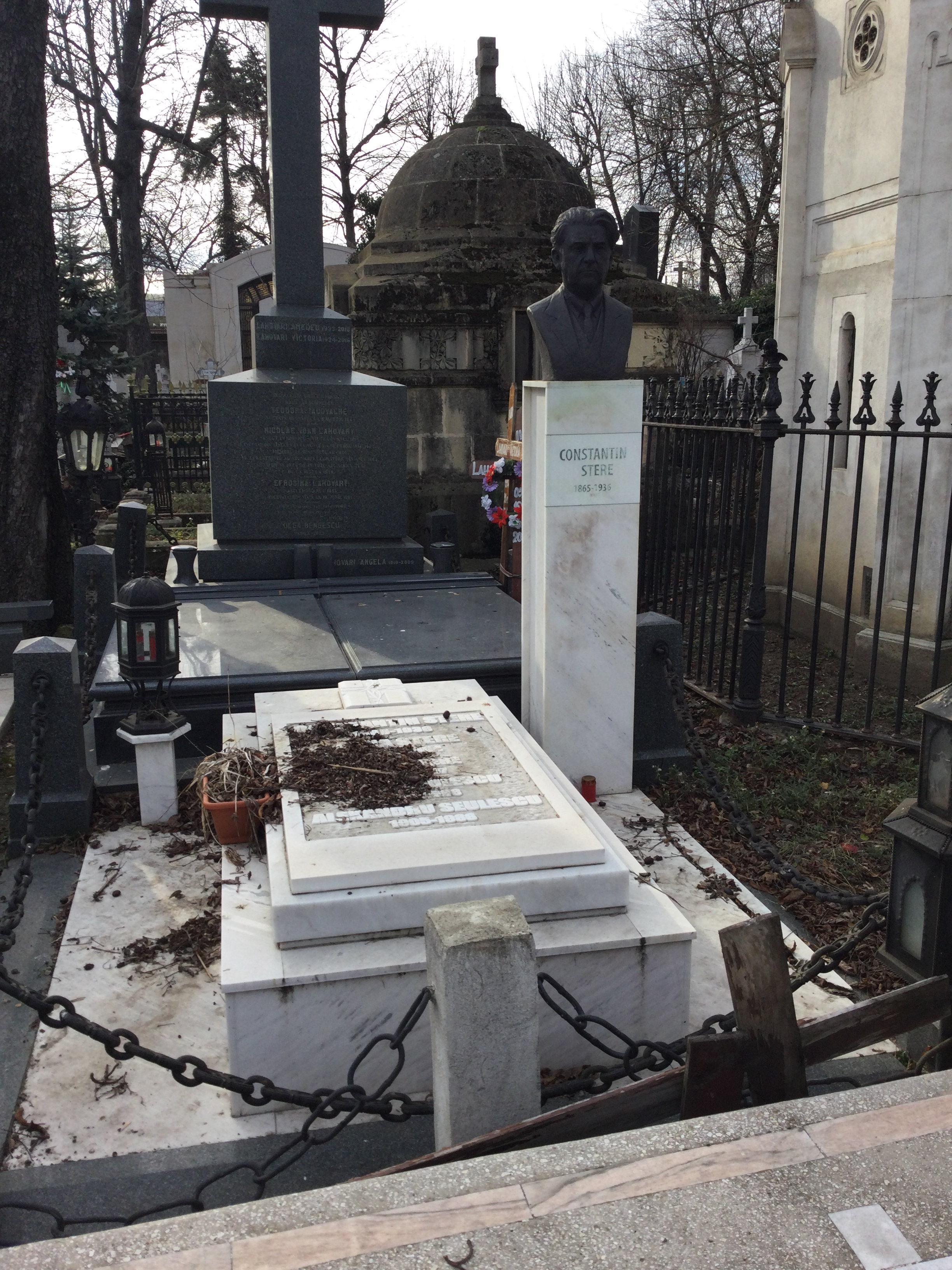
قبر قسطنطين ستير، مقبرة بيلو، بوخارست، رومانيا

### سيبيريا
في عام 1885، حّكم عليه بالترحيل الجزائي إلى سيبيريا وقضى هناك فترة ثلاث سنوات. احتُجز أيضًا لفترة وجيزة في سجن تيومين في انتظار نقله إلى الشرق ثم أُرسل إلى مدينة كورغان برفقة اثنين من حراس الدرك (في شهر أكتوبر). انضمت إليه هناك ماريا، التي أنجبت ابنهما رومان عام 1886. بعد الانتقال إلى تورينسك، انضم الزوجان إلى مجموعة من الثوار في المنفى الداخلي؛ وافق ستير على طباعة نسخ من صحيفة نارودنيك باستخدام الهيكتوغراف، التي تم الكشف عنها خلال مداهمة من قِبَل السلطات. نُقل على الفور إلى توبولسك ثم أُرسل إلى مكان التقاء نهري إرتيش وأوبي؛ سافر بعد ذلك إلى قرية شاركالا (وهي أبعد ما وصل إليه من الجزء الشمالي من سيبيريا) في زورق خانتي، ثم استقر في مقاطعة بيريوزوفسكي ليتم القبض عليه مرة أخرى وإعادته إلى توبولسك في خريف عام 1888.

حوكم بسبب أنشطته في تورينسك بناءً على أدلة جمعتها أوكرانا. أثناء وجوده في السجن، جادل ستير، الذي بدأ بنأي بنفسه عن الاشتراكية والأممية البروليتارية، أمام السلطات بأنه كان من المفترض أن تحتفظ المحكمة بذكر تغيير موقفه عند إصدار الحكم. في ذلك الوقت، لاحظ طبيب السجن أنه قد أصيب بانهيار عصبي لذا تم نقله إلى مستشفى السجن. بحسب معظم الروايات، فقد حاول سير الانتحار هناك (وهذه الحادثة كانت بسبب انتحار أحد إخوته، ما أدّى إلى وفاته أو بسبب أنباء عن أن زعيم صحيفة نارودنيك، ليف تيخوميروف، قد أصبح مؤيدًا للمؤسسة السياسية). ذكر ستير أثناء وجوده في المستشفى ما يلي:
«منذ فترة طويلة حاولت إبعاد نفسي عن تأثير المنفيين السياسيين وتقاليدهم. وفي الآونة الأخيرة، المليئة بالمصاعب الثقيلة بالنسبة لي، قررت بحزم وإخلاص الخروج عن هذه التقاليد بالكامل وكذلك الأمر مع كل الأشياء «غير القانونية» التي قمت بها في الماضي».
بدلًا من ذلك، أصبح ستير على دراية بالفلسفة الكانطية الجديدة وتوسّع في اهتمامه بنقد إيمانويل كانط للعقل الخالص (الذي كان يقرأه في مقاطعة بيريوزوفسكي). في هذا الوقت بدأ ستير بالكتابة.
في مارس عام 1889، قررت المحكمة تمديد فترة نفيه لمدة ثلاث سنوات أخرى لذا تم نقله إلى قرية سيرجينسك بالقرب من مينوسينسك. ادعى لاحقًا أنه أثناء مروره عبر سجن كراسنويارسك، التقى بفلاديمير لينين، الزعيم البلشفي المستقبلي - وهذا غير مرجح إطلاقًا إذ مرّ لينين عبر المدينة بعد عدة سنوات من ذلك. ادعى أيضًا أنه التقى يوزف بيوسودسكي، رئيس الجمهورية البولندية الثانية المستقبلي (الذي كان عضوًا بارزًا في الحزب الاشتراكي البولندي في ذلك الوقت)، وقد تم تأكيد هذا الخبر عن طريق بيوسودسكي نفسه في عام 1927 (ضمّت رواية ستير، إن بريجما ريفولوتشي، بيلسودسكي كشخصية تحت اسم ستادنيكي).

### داتوريا إيفينيمينتول
في أواخر عام 1891 أو أوائل عام 1892 وذلك بعد إطلاق سراحه، عاد ستير إلى بيسارابيا مطالبًا باللجوء السياسي داخل رومانيا بعد أن هرب عبر الحدود. درس ستير القانون في جامعة أليسكاندرو إيوان كوزا (بإدارة بيتر ميسير) مع مواصلة عمله كناشط يساري إذ سرعان ما أصبح شخصية مؤثرة بين شباب الجامعة ومصدرًا للإلهام وراء مجتمع طلابي يساري الميول للانخراط في جدل مثير مع الشباب القومي باعتباره أحد معارف الزعماء الاشتراكيين مثل كونستانتين دوبروجيانو - جيراي وجارابيت ايبرايليانو وإيوان وصوفيا نوديج وكونستانتين ميل وتيودور سبيرانيا وفاسيل مورتسون ونيكولاي لوبو. في وقت لاحق، أُثير جدلً حول أوراق اعتماد ستير الأكاديمية إذ لم يتم إثبات أنه قد اجتاز البكالوريا في الفترة ما بين اعتقاله والتقدم لكلية الحقوق.
أدى انفصال ستير عن الماركسية إلى محاولة إقناع حزب العمال الاشتراكي الديمقراطي الروماني (بي إس دي إم آر) المُشكل حديثًا بتعديل سياساته التي تركز على البروليتاريا، ثم لتأسيس مجتمع الطلاب داتوريا («الواجب») في عام 1893، الذي حافظ على تركيز صحيفة نارودنيك على تعليم الفلاحين. ومع ذلك، استمر هو وأتباعه بالاعتماد على الكثير من أطروحتهم على المفاهيم الماركسية إلى جانب الاهتمام بالطريقة الاشتراكية الإصلاحية التي دعا إليها إدوارد برنشتاين.
بعد ظهوره لأول مرة كصحفي في إيفينيمينتول المستوحاة من الليبرالية في عام 1893 (والانخراط في مناقشات عامة مع الصحافة الاشتراكية)، أرسل ستير أيضًا مساهمة كبيرة إلى أديفرول، باعتبارها منبرًا لمختلف الاتجاهات اليسارية التي تم نشرها في بوخارست تحت إشراف أنطون باكالباشا. في وقت لاحق من عام 1893، شارك ستير بتأسيس الملحق الأدبي الخاص بالصحيفة الذي يحمل عنوان إيفينيمينتول ليتيرار.
انضم إلى الاشتراكيين أمثال باكالباشا وإبرايليانو في جدل ثقافي مع الشاعر ألكسندرو فلاهوتيا محرر صحيفة فياتا. تجادل فلاهوتيا، الذي انحاز إلى دوبروجيانو-جراي خلال صراع الأخير مع بوجدان بيتريسيكو هاسديو، مع اليساريين حول قضية «الفن من أجل الفن»، بحجة أن الاهتمام الذي أبداه خصومه في التعليم كان يضر الأدب. سرعان ما شارك في تبادل الردود الاشتراكي السابق إدوارد ديوغينيد، الذي هاجم الملحق الأدبي إيفينيمينتول ليتيرار بلغة معادية للسامية زاعمًا أن ستير كان «موظفًا قد فقد روحه من أجل اليهود البغضاء». في ذلك الوقت، تعرض نشاط ستير مع داتوريا أيضًا للهجوم من مختلف المجتمعات الطلابية – وكان معظمهم من شركاء حزب المحافظين.
خلال أواخر تسعينيات القرن التاسع عشر، كان قد بدأ بالاستفادة من الاسم المستعار شاركليانو في مقالاته الجدلية، والتي أصبحت موضوعًا أساسيًا للنزاع بعد مواجهته مع ديوغينيد (الذي تكهن لأول مرة بأن ستير هو مؤلف مقالات شاركليانو). وبالتالي، ضغط أنصار ديوغينيد، محرري صحيفة ناتيونالول، على ستير للتعريف بشخصية شاركليانو («نحن نود أن نتعرف عليه. هل يمتلك سوالف؟ أم أنه روماني يهودي؟»). طرح محررو صحيفة فياتا نفس الاستفسارات في حين زعموا أن ستير كان يهوديًا روسيًا.
حصل ستير على دعم العديد من السياسيين المحافظين ونجح في التقدم بطلب للحصول على الجنسية الرومانية في فبراير عام 1895، وقد حصل على أوراق تجنيسه من خلال قانون خاص باعتباره «روماني من بيسارابيا».
في عام 1897، حصل ستير على ترخيص وأطروحة بكونه شخصًا اعتباريًا حول الكيان القانوني والفردانية، والتي أثارت انتقادات من مجموعة جونيميا ذات النفوذ المستوحى من المحافظين، على افتراض أنها مستوحاة جزئيًا من الماركسية. في ذلك الوقت، نشر أيضًا سلسلة غير مكتملة من المقالات الفلسفية التي تركز على أعمال فيلهلم فونت. بعد التخرج، عاش ستير، الذي كان في ذلك الوقت أبًا لأربعة أطفال، لفترة من الوقت في بلويشت وانضم بعد ذلك إلى نقابة المحامين في الجامعة كمحام ممارس. خلال هذه الفترة، التقى الكاتب المؤثر إيون لوكا كاراجياله وأصبحا صديقين.